# Harry Marshall Ward
Pour les articles homonymes, voir Ward.
Harry Marshall Ward (21 mars 1854 – 26 août 1906) est un botaniste britannique spécialisé dans la physiologie et la pathologie végétale.

## Biographie
Ward naît à Hereford, il étudie à l'école de la Cathédrale de Lincoln à partir de 1864. Ward commence ses études scientifiques en 1874 à South Kensington, il a comme professeur Thomas Henry Huxley (1825-1895) et William Turner Thiselton-Dyer (1843-1928). Il passe ensuite un an en 1875 au Collège Owens, ancêtre de l'Université Victoria de Manchester puis au Christ's College de l'université de Cambridge, où il étudie les sciences naturelles, de 1876 à 1879. Les études de Ward à Cambridge sont financées anonymement par un de ses condisciples de South Kensington.
En 1879 il collabore avec Julius von Sachs (1832-1897) à Wurtzbourg. Vers la fin de 1879 il part pour deux ans à Ceylan où il travaille pour le gouvernement, c'est à cette époque qu'il se spécialise dans la mycologie. Pendant son retour vers l'Angleterre, il passe quelques mois au laboratoire d'Heinrich Anton de Bary (1831-1888) à Strasbourg.
En 1883 il obtient sa maîtrise, la même année il se marie avec Selina Mary Kingdon, ils auront une fille, Winnifred Mary Ward, et un fils, Francis Kingdon-Ward (1885-1958) qui deviendra lui aussi botaniste. Il devient professeur assistant à l'Owens College. Ward devient membre de la Linnean Society of London en 1886, membre de la Royal Horticultural Society en 1887 et membre de la Royal Society en 1888 qui lui décernera la médaille Royale en 1893. À partir de 1885 et pendant dix ans il est professeur de botanique au Cooper's Hill College, qui fait maintenant partie de l'université Brunel, puis, de 1895 à sa mort, il enseigne à Cambridge.
À Cambridge, Ward prend en charge le département de botanique, il obtient la construction d'un nouveau bâtiment qui sera inauguré en 1904 par le roi Édouard VII et la reine Alexandra.
Une grande partie de son travail et de ses études est influencée par Dyer, qui suggère de lui fournir un poste à Ceylan, qui use de son influence pour lui obtenir son premier poste à Owens, qui le pousse à étudier le processus de fermentation de la Ginger beer, qui aide à son entrée à la Linnean Society of London. On trouve aussi la signature de Dyer dans une lettre au premier ministre britannique Herbert Henry Asquith (1852-1928) afin d'obtenir une pension à sa veuve.
Ward meurt des suites d'un diabète en 1906, il est enterré à Cambridge.

## Recherches
Pendant son séjour à Ceylan où il travaille pour le gouvernement impérial britannique, Ward étudie une maladie attaquant les caféiers, la rouille du café (Coffee rust). Cette maladie est causée par un champignon, Hemileia vastatrix, une Pucciniale, identifié par Miles Joseph Berkeley (1803-1889). Les propositions de Ward pour stopper la maladie, passer de la monoculture à la polyculture pour empêcher la dissémination des spores par le vent, arrive trop tard, le champignon s'est déjà trop répandu. Les planteurs abandonne la culture du café pour se tourner vers celle du thé.
Les travaux de Ward permettent de clarifier les mécanismes d'infections de la rouille du café. Il montre que ce parasitisme se manifeste en deux phases, pendant la première la spore envoie un tube dans la stomate puis le tube pénètre la cellule. À l'opposé de ce que l'on croyait à l'époque il démontre qu'il n'y pas de relation entre la présence de cils, de cires etc. à la surface d'une feuille et son infection mais que cette infection dépend de la présence d'enzymes, de toxines et d'antitoxines chez le parasite et l'hôte. La relation entre une plante et son parasite pendant l'infection fait l'objet de sa Croonian Lecture en 1890.
Ward fait partie des botanistes qui ont démontré que les spores des Pucciniales sont pérennes d'une année sur l'autre, une opinion qui était alors fréquemment admise considérait que le mycélium de ses champignons survivent pendant l'hiver dans des plantes hôtes.
Ward travaille aussi sur la ginger beer nom donné à une substance gélatineuse que l'on croyait alors être une plante et qui servait à la production de la boisson du même nom. Sir Isaac Bayley Balfour (1853-1922) a montré plus tôt que cette plante est une mixture de micro-organismes, une levure, une Saccharomyces, Saccharomyces pyriformis et une bactérie, une Lactobacille, Brevibacterium vermiforme. Ward étudie le fonctionnement symbiotique de ces deux organismes et précise leur rôle respectif dans la fermentation.
Avec le chimiste Percy Frankland (1858-1946) il travaille sur la bactériologie de l'eau de la Tamise. Il montre que l'action bactéricide de la lumière, propriété déjà connue, se situe dans la partie bleu du spectre visible.

### Note
1. ↑  The Ginger-Beer Plant, and the Organisms Composing it: A Contribution to the Study of Fermentation-Yeasts and Bacteria. Philosophical Transactions of the Royal Society of London, B, 183 (1892), 125-197

### Sources
- Harry Marshall Ward: Biographie par Oliver Tooley
- (en) Harry Marshall Ward 1845-1906, G.C. Ainsworth

### Orientation bibliographique
- Peter Ayres, Harry Marshall Ward and the Fungal Thread of Death, publié par The American Phytopathological Society,  (ISBN 978-0-89054-333-7)
- Proceedings of the Royal Botanical Society of Edinburgh 1905-1908